# Burmoniscus anderssoni
Burmoniscus anderssoni är en kräftdjursart som beskrevs av Stefano Taiti och Manicastri 1988. Burmoniscus anderssoni ingår i släktet Burmoniscus och familjen Philosciidae. Inga underarter finns listade i Catalogue of Life.